# Heodes neui
Heodes neui är en fjärilsart som beskrevs av Rummel 1928. Heodes neui ingår i släktet Heodes och familjen juvelvingar. Inga underarter finns listade i Catalogue of Life.